# Фенські болота

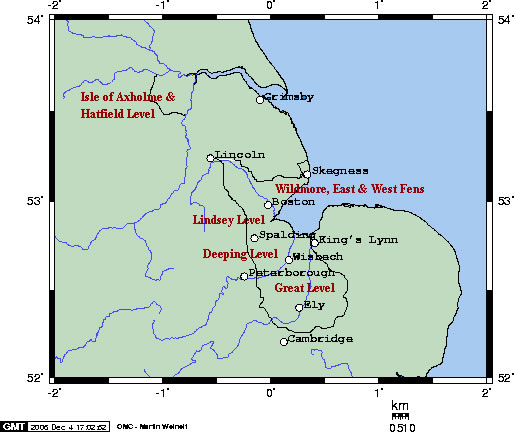
Карта регіона

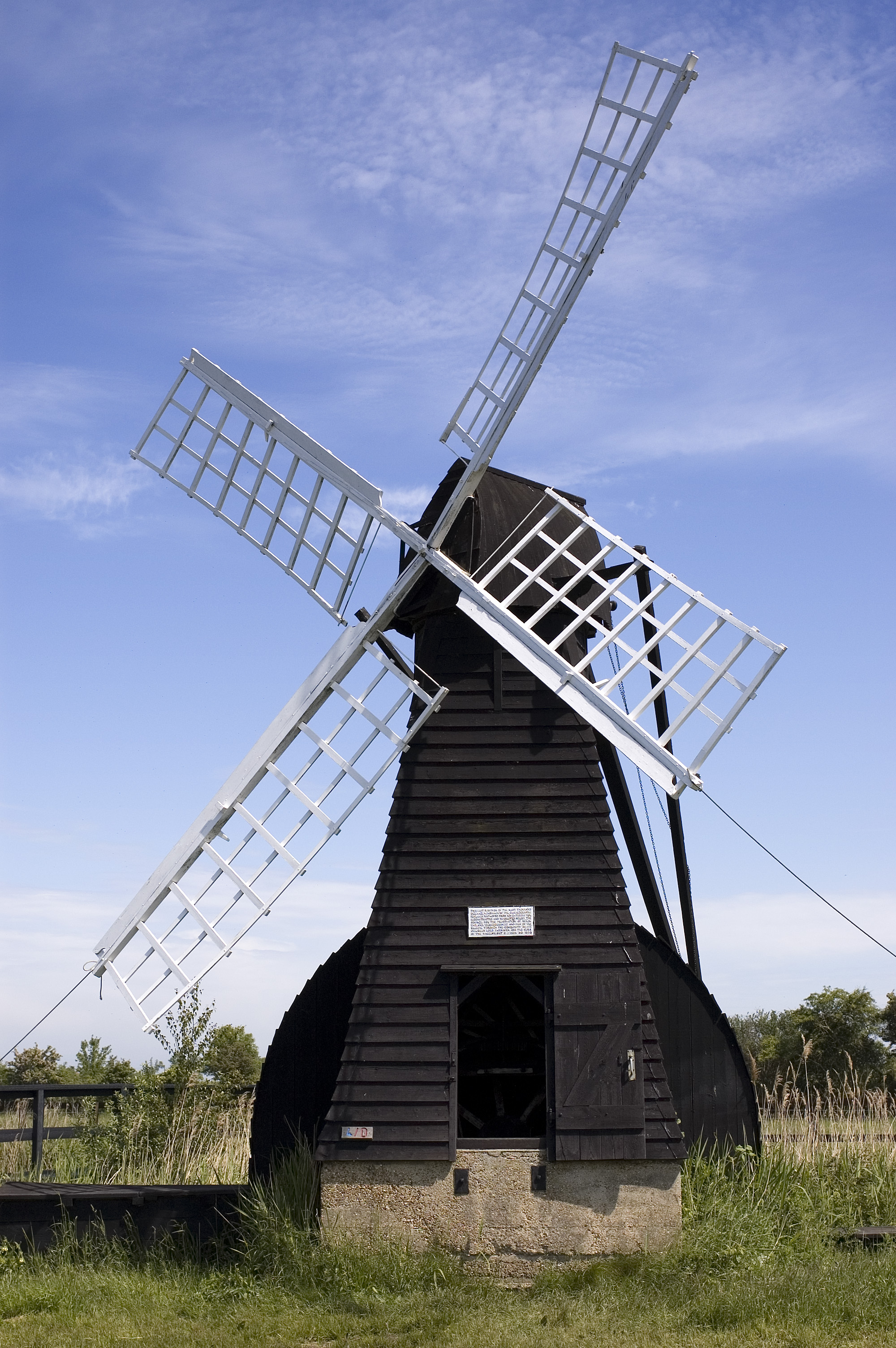
вітряк з насосом, що зберігся Уїкен-Фен

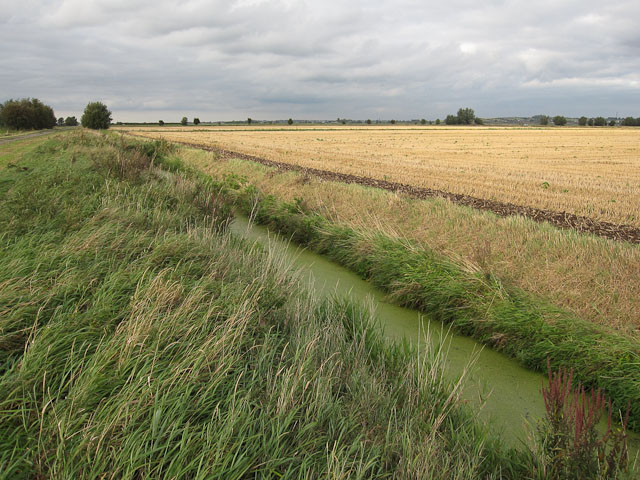
Канал та засіяне поле до заходу від міста Ілі

Фенські болота (англ. The Fens, Fenland) — географічна та історична область в східній частині Англії, що займає південну частину графства Лінкольншир, північну частину Кембриджширу і західну частину Норфолку. Територія Фенленду, що має площу близько 3900 км² і частково розташована в низовині, в минулому була покрита торф'яними болотами. На початок ХХІ сторіччя велика частина земель осушена і використовується в сільському господарстві.
Слова Fen і Fenland, від яких пішла назва регіону, в англійській мові означають «низинні заболочені землі»

## Географія
Територія Фенських боліт була заболоченою низинною рівниною на межі Східної Англії і Мідлендсу, розташовану на південь і захід від бухти Уош, з інших сторін оточену пагорбами. Центральна частина області розташована в низовині, хоча там є певна кількість невисоких пагорбів, які, залишаючись, на відміну від тих, що оточують заболочених місць, сухими, називалися «островами» (зокрема, «острів Ілі»). На території Фенських боліт знаходиться найнижче місце в Англії — Хольм-Фен (2,75 м нижче рівня моря) неподалік від міста Хольм.
Територією Фенленду прямують численні канали і річки, що впадають в бухту Уош (серед них Грейт-Уз, Нін, Велланд та Уїтем).
У Фенленді розташовано два населених пункти зі статусом міста (city) — Ілі у центральній частині регіону і Пітерборо на його західній околиці. Інші великі міста регіону — Бостон, Кінгс-Лінн, Марч, Спальдінг, Уїттлсі і Уїсбіч.

## Історія
Регіон заселений з давніх часів, а за часів римського завоювання Британії тут велося активне сільське господарство. З відходом римлян з Британії і подальшим встановленням англо-саксонської оруди територія практично збезлюділа. В середні віки були зроблені невеликі за своїми масштабами спроби заселити болотисті землі, але тільки в середині XVII століття завдяки Френсісу Расселлу, 4-му графу Бедфорду, який привіз до Англії голландського інженера Корнеліуса Вермюйдена, почалося осушення навколишніх заболочених земель з метою їх подальшого сільськогосподарського використання.. Спочатку для цієї мети була влаштована мережа каналів, призначених для зливу надлишку води з полів. У другій половині XVII століття тут з'явилися перші насоси, які приводяться в дію вітряками. Основою ж господарства як і раніше залишалися рибальство і полювання на птахів. У 1810 році вітряні млини почали замінюватися насосними станціями, які працювали від парових двигунів, хоча деякі з млинів збереглися до XX століття. Використовувані в даний час насоси працюють від дизельних двигунів.
Нині територія Фенських боліт є одним з найродючіших сільськогосподарських районів Англії: там вирощуються зернові культури, картопля, квіти, овочі і фрукти. У той же час на ній збереглася невелика частина безстічних водно-болотних угідь, в тому числі Уїкен-Фен, що знаходиться під охороною Національного фонду.